# Diócesis de Obala
La diócesis de Obala (en latín: Dioecesis Obalana y en francés: Diocèse de Obala) es una circunscripción eclesiástica de la Iglesia católica en Camerún. Se trata de una diócesis latina, sufragánea de la arquidiócesis de Yaundé. Desde el 3 de diciembre de 2009 su obispo es Sosthène Léopold Bayemi Matjei.

## Territorio y organización
La diócesis tiene 14 849 km² y extiende su jurisdicción sobre los fieles católicos de rito latino residentes en los departamentos de: Haute-Sanaga y Lekié región del Centro.
La sede de la diócesis se encuentra en la ciudad de Obala, en donde se halla la Catedral de Nuestra Señora del Monte Carmelo.
En 2021 en la diócesis existían 62 parroquias.

## Historia
La diócesis fue erigida el 3 de julio de 1987 con la bula Ad spirituale bonum del papa Juan Pablo II, obteniendo el territorio de la arquidiócesis de Yaundé.

## Estadísticas
Según el Anuario Pontificio 2022 la diócesis tenía a fines de 2021 un total de 551 740 fieles bautizados.
| Año                                                                             | Población            | Población | Población      | Sacerdotes | Sacerdotes    | Sacerdotes    | Bautizados por sacerdote | Diáconos permanentes | Religiosos | Religiosos | Parroquias |
| Año                                                                             | Bautizados católicos | Total     | % de católicos | Total      | Clero secular | Clero regular | Bautizados por sacerdote | Diáconos permanentes | Varones    | Mujeres    | Parroquias |
| ------------------------------------------------------------------------------- | -------------------- | --------- | -------------- | ---------- | ------------- | ------------- | ------------------------ | -------------------- | ---------- | ---------- | ---------- |
| 1990                                                                            | 270 123              | 346 000   | 78.1           | 40         | 23            | 17            | 6753                     |                      | 81         | 70         | 33         |
| 1999                                                                            | 229 410              | 450 000   | 51.0           | 43         | 35            | 8             | 5335                     |                      | 14         | 52         | 44         |
| 2000                                                                            | 295 000              | 450 000   | 65.6           | 51         | 43            | 8             | 5784                     |                      | 14         | 59         | 47         |
| 2001                                                                            | 350 000              | 600 000   | 58.3           | 52         | 44            | 8             | 6730                     |                      | 14         | 59         | 47         |
| 2002                                                                            | 350 000              | 600 000   | 58.3           | 58         | 47            | 11            | 6034                     |                      | 18         | 62         | 50         |
| 2003                                                                            | 360 834              | 600 000   | 60.1           | 57         | 48            | 9             | 6330                     |                      | 40         | 62         | 50         |
| 2004                                                                            | 342 258              | 614 858   | 55.7           | 71         | 58            | 13            | 4820                     |                      | 133        | 67         | 50         |
| 2013                                                                            | 417 567              | 815 535   | 51.2           | 108        | 82            | 26            | 3866                     |                      | 205        | 91         | 59         |
| 2016                                                                            | 548 629              | 846 128   | 64.8           | 108        | 84            | 24            | 5079                     |                      | 160        | 74         | 60         |
| 2019                                                                            | 525 000              | 890 750   | 58.9           | 142        | 106           | 36            | 3697                     |                      | 179        | 94         | 62         |
| 2021                                                                            | 551 740              | 936 110   | 58.9           | 151        | 115           | 36            | 3653                     |                      | 179        | 94         | 62         |
| Fuente: Catholic-Hierarchy, que a su vez toma los datos del Anuario Pontificio. |                      |           |                |            |               |               |                          |                      |            |            |            |

## Episcopologio
- Jérôme Owono-Mimboe † (3 de julio de 1987-3 de diciembre de 2009 retirado)
- Sosthène Léopold Bayemi Matjei, desde el 3 de diciembre de 2009